# Trinitron

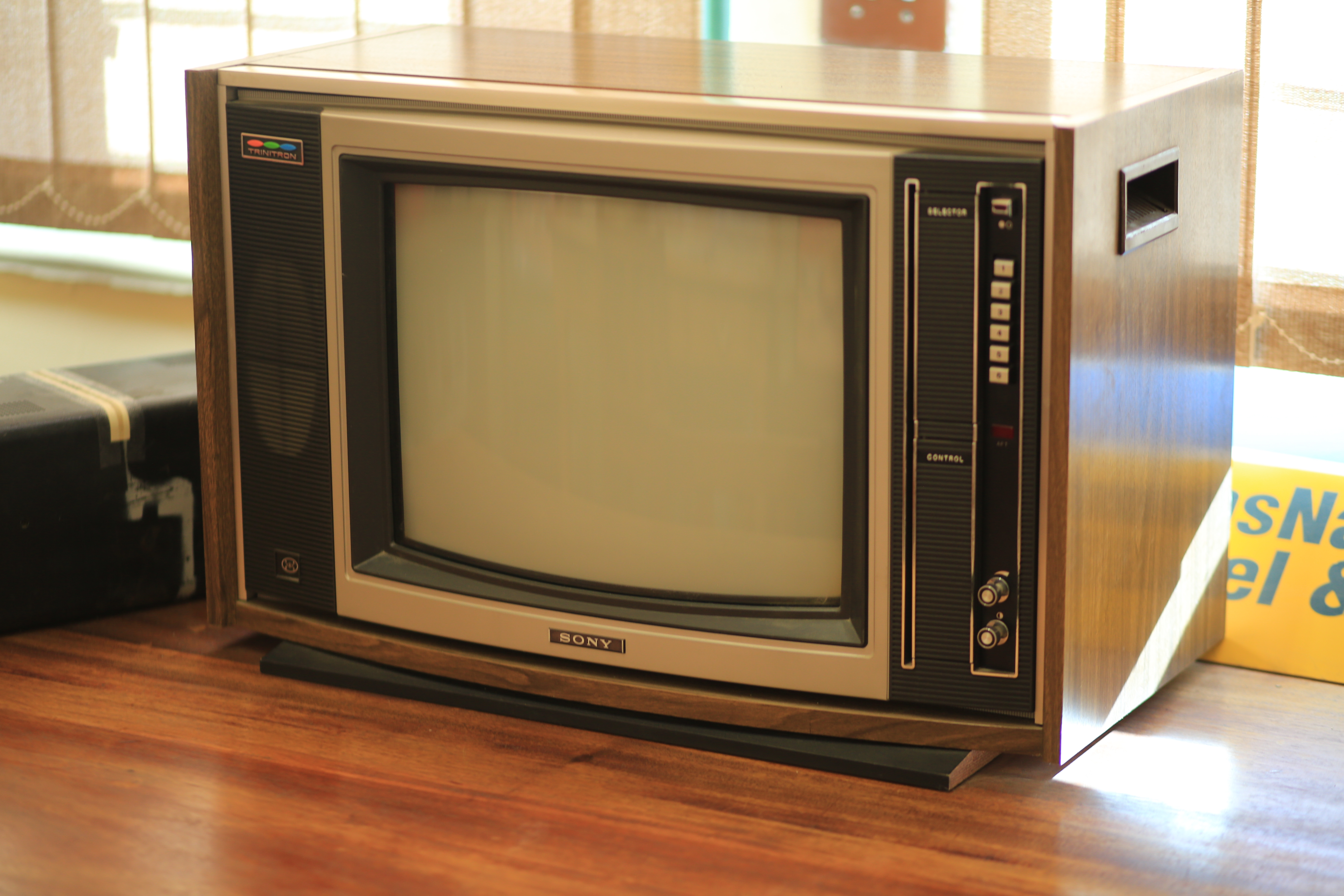
Sony-Farbfernseher mit Trinitron-Bildröhre, etwa 1970er Jahre

Trinitron war der Handelsname von Sony für eine Farbbildröhren-Technik, bei der die Leuchtstoffe als Streifen angeordnet waren. Die drei Elektronenstrahlsysteme befanden sich nicht im Dreieck (Delta- oder Tripel-Anordnung), sondern waagerecht nebeneinander (in-line) angeordnet.

## Geschichte

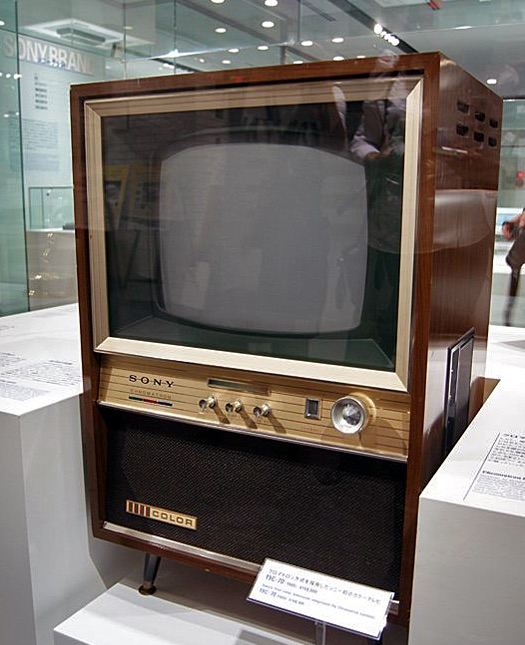
Sony-Chromatron-Farbfernseher

1967 entwickelte Sony mit der sogenannten Trinitron-Bildröhre den Nachfolger der bis dahin produzierten, aber aufwendigen und fehleranfälligen Chromatron-Technik, die Sony fast in den Ruin stürzte. Die Trinitron-Technik verwendete statt der bei Farbbildröhren bisher üblichen Lochmaske eine Streifenmaske. Diese ließ bis zu 20 % (theoretisch bis 33 %) der Elektronen zum Phosphor hin passieren – rund 5 % mehr als damalige Farbbildröhren. Das Ergebnis war ein kontrastreicheres Bild.

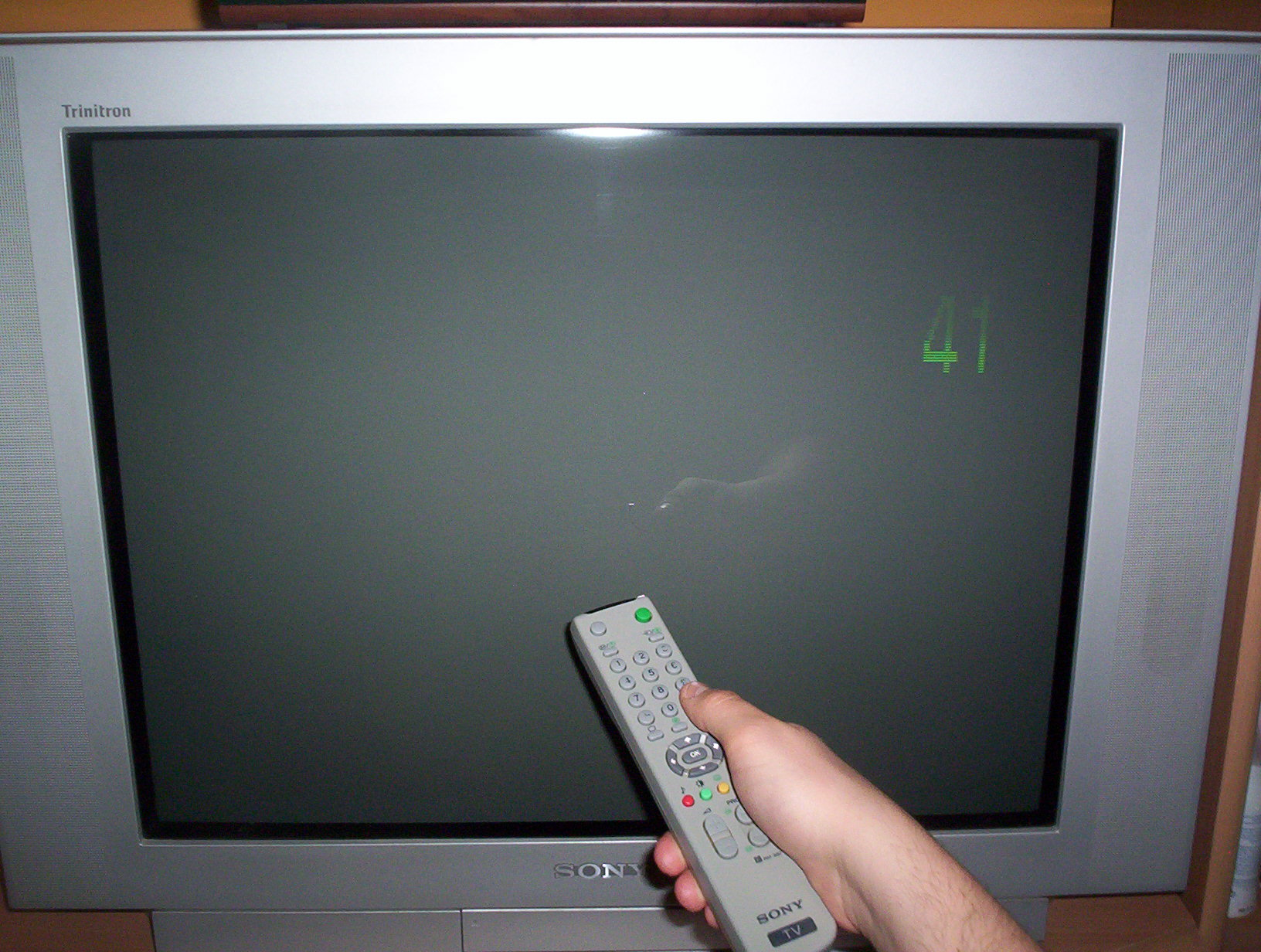
Trinitron-Fernseher mit planer Front (Ende der 1990er Jahre)

Eine Variante, die sich nicht nur durch eine Streifenmaske, sondern auch durch nur eine statt drei Elektronenkanonen unterschied, barg anfangs Schwierigkeiten. Die frei schwingenden vertikalen Maskenstreifen ließen den Elektronenstrahl bei Vibrationen teils an falscher Stelle ankommen. Das Ergebnis waren Falschfarben, die sich unregelmäßig über das Bild verteilten. Die Lösung dafür waren ein oder zwei horizontal angebrachte Wolfram-Drähte, die die Maske zusammenhielten.
Im Januar 1968 wurde die Streifenmaske erstmalig zum Patent angemeldet, im April 1968 wurde das erste Trinitron-Modell KV-1310 mit 13-Zoll-Bildschirm angekündigt. Mitte Oktober wollte man den Verkauf beginnen. 1973 gewann Sony den technischen Emmy Award für die Trinitron-Röhre.
Nach der Überwindung der anfänglichen Schwierigkeiten wurde die Trinitron-Technik auf breiter Basis am Markt etabliert. Sony entwickelte sie jahrzehntelang weiter. Neue Ätzverfahren ermöglichten feinere Masken, neue Leuchtstoffe verbesserte Farb- und Helligkeitseigenschaften. Der Bildschirm war anfangs gleichförmig gewölbt (Kugelkalotten-Ausschnitt), später nur noch in der horizontalen (Ausschnitt einer Zylinderoberfläche); schließlich gelang es, auch Bildschirme mit planer Front herzustellen (Flat surface HR Trinitron) .
Die letzte Entwicklungsstufe der Trinitron-Bildröhre für Fernseher war eine Bildröhre, bei der die Anzahl der Maskenstreifen auf ca. 1400 erhöht wurde, was eine Darstellung von HDTV-Bildern in fast nativer Auflösung gestattete. Sony bot einen HDTV-fähigen Fernseher in den USA, dem Nahen Osten, Australien und Ostasien an, nicht jedoch in Europa.
Insgesamt wurden über 280 Millionen Trinitron-Röhren hergestellt.

## Vorteile
Die Konvergenz-Korrektur der Ablenkwinkel der drei Elektronenstrahlen ist bei nebeneinander angeordneten Elektronenstrahlsystemen wesentlich einfacher als bei Tripelanordnung. Zudem wurden eine höhere Leuchtintensität und eine bessere Schärfe erreicht.
Der Leuchtschirm war bei ersten Trinitron-Bildröhren keine in zwei Achsen gewölbte Fläche, sondern ein Ausschnitt eines Zylindermantels mit großem Durchmesser. Vertikale Linien erscheinen daher auch bei verschiedenen Betrachtungswinkeln gerade, was speziell für CAD-Anwendungen wichtig war. Im Vergleich zu nur max. 23 % bei normalen CRT-Geräten treffen bei der Trinitron-Bildröhre theoretisch bis 33 % der Elektronen auf die Leuchtstoffschicht und erzeugen dadurch ein helleres und kontrastreicheres Bild.
Die dunkle Einfärbung des Schirmglases und eine aluminiumhinterlegte Leuchtstoffschicht mit schwarzen Trennstreifen zwischen den Farben führten zu weiteren Kontraststeigerungen (Black Trinitron). Die Technik wurde auch bei sogenannten Black-Matrix-Bildröhren eingesetzt.

## Nachteile
Störend war manchmal, dass man auf hellem Hintergrund bei genauem Hinsehen ein bis drei sehr dünne Haltedrähte erkennen kann, die sich innerhalb des Glaskolbens der Bildröhre befinden. Da die Bauweise der Streifenmaske sehr empfindlich gegenüber horizontalen Erschütterungen (z. B. bei großer Lautstärke der eingebauten Lautsprecher) ist, sind – je nach Größe der Bildröhre – ein bis drei dieser Haltedrähte in horizontaler Richtung der Bildröhre angebracht, um diese zu stabilisieren.
Ein weiterer Nachteil der Trinitronbauweise war das höhere Gewicht im Vergleich zu anderen Bildröhren, das daraus resultiert, dass die Drähte der Streifenmaske in einen massiven Metallrahmen gespannt werden mussten, um Bildstabilität und Haltbarkeit der Bildröhre zu gewährleisten.
Bei den letzten Serien der Trinitron-Röhren mit planer Bildröhre kam nochmals zusätzliches Gewicht hinzu, denn die Röhre war äußerlich flach, innen aber weiterhin gebogen, es kam also zusätzliches Glas an der Front hinzu; der 20-Zoll-Monitor BVM-A 20 F1U mit Flat-Trinitron-Bildschirm wog 40 kg, der PVM-20L1 28 kg.

## Anwendung und verwandte Technik

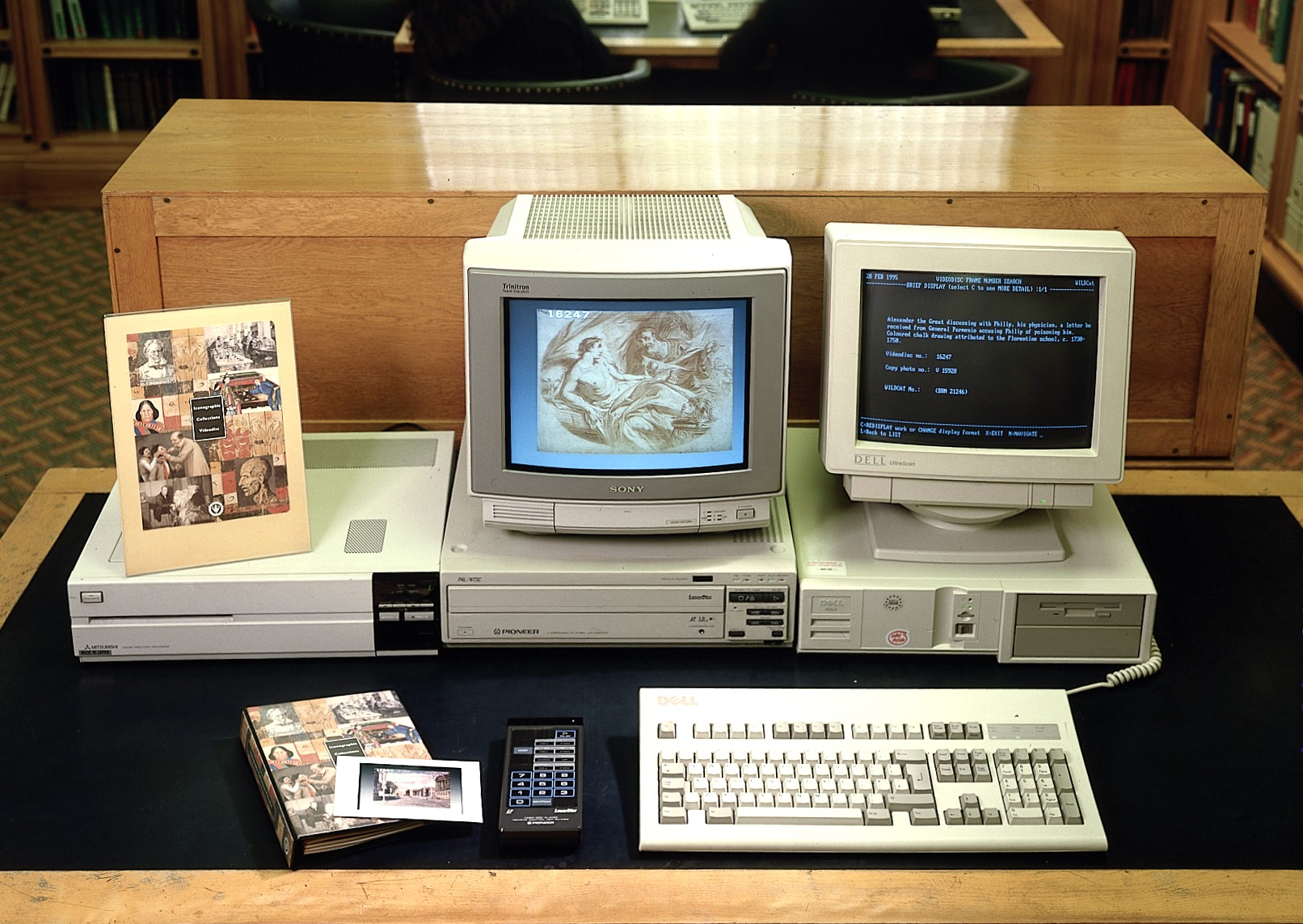
Trinitron-Monitor (in der Mitte) in einer Computeranlage

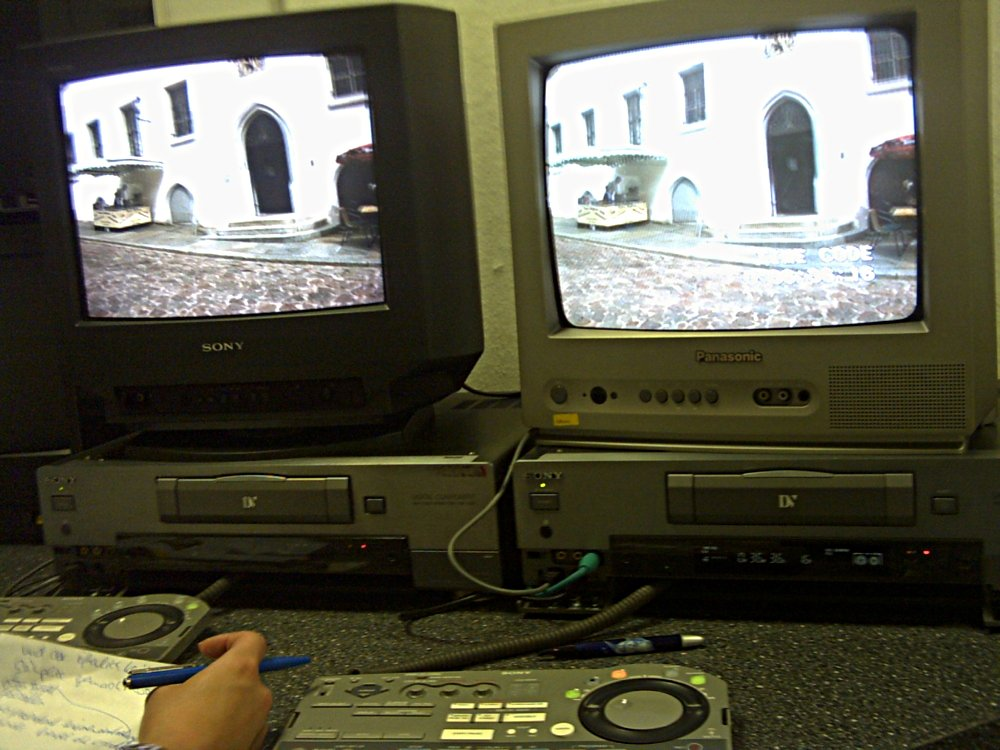
Schnittplatz mit Trinitron-Monitor links (2005)

Bildröhren mit Trinitron-Technik wurden zunächst vor allem in TV-Geräten verbaut. In den 1980er und 1990er Jahren wurden sie auch in Computermonitoren verbaut. Sie wurden außerdem in Spezialgeräten der Industrie, der Medizintechnik oder als (HDTV-)Studiomonitore in Film- und Fernsehstudios eingesetzt.
Ein Großteil der Patente auf das Trinitron-Konzept lief Ende der 1990er Jahre aus.
Die Produktion von Trinitron-Röhren wurde in Japan 2004 und weltweit etwa im März 2008 eingestellt, da LCD- und Plasmabildschirme die klassischen Röhrenfernseher in den Industrieländern aus dem Geschäft verdrängt hatten und die Produktion unrentabel geworden war.